# 君士坦丁堡陷落
君士坦丁堡的陷落是奥斯曼帝国在蘇丹穆罕默德二世領導之下於1453年5月29日星期二攻陷東羅馬帝國首都君士坦丁堡。東羅馬皇帝君士坦丁十一世也在當天戰死。這一事件代表著東羅馬帝國的滅亡，亦代表奥斯曼成功統治地中海東部及巴尔干半岛。之后該城仍一直使用君士坦丁堡之名，直到1930年，土耳其共和國官方將該城改名為伊斯坦堡。

## 東羅馬帝国的处境
在東羅馬帝國存在的約1000年期間，君士坦丁堡曾被多次圍城，但只有兩次被攻陷，一次是1204年的第四次十字軍東征期間，另一次則是在數十年後希臘人收復該城。十字軍本來沒有征服東羅馬帝國的打算，希臘人亦在1261年收復君士坦丁堡。隨後的兩個世紀間，日益衰落的東羅馬面臨新的威脅，被鄂圖曼帝國侵佔越來越多的土地。1453年的東羅馬只剩下君士坦丁堡及周邊地區，以及伯罗奔尼撒的一部份（以米斯特拉斯的要塞為中心），另有第四次十字軍之役建立的特拉比松帝國，那是一個完全獨立的國家，位於黑海南岸。

## 前奏
穆罕默德的曾祖父巴耶塞特一世曾在博斯普鲁斯海峡亞洲一侧修建了安纳托利亚堡垒。而为了阻止黑海沿岸熱那亞殖民地的援兵支援君士坦丁堡，穆罕默德亦在海峡欧洲一侧（君士坦丁堡城牆外）修建了如梅利堡（割喉堡），以增強土耳其人對海峽的控制。與此同時，君士坦丁十一世試圖用厚禮討好穆罕默德，但其卻又下令關閉城內的小清真寺，加上希臘穆斯林受到壓力改信基督教，成为了穆罕默德二世的开战借口之一（而另一個藉口為在大空位期間挑戰失敗被東羅馬收留的奧爾汗，在東羅馬帝國為了保持和平时匆匆派出使節前往埃迪爾内，向年輕的蘇丹致意並尋求安全保障）。
使節們受到的接待讓他們又驚又喜。穆罕默德二世非常通情達理。據說，他以先知、《古蘭經》和「天使與諸大天使的名義起誓，他將與君士坦丁堡和君士坦丁十一世皇帝永結盟好。」甚至抽出了斯特魯馬河下游河谷一些希臘城鎮的部分稅收，做為年金贈送給拜占庭人（儘管這些地區在法律上屬於覬覦皇位的奧爾汗王子，而這些金錢也將用來供養仍然被扣押在君士坦丁堡的奥尔汗本人）。然而在默罕默德二世因禁衛軍叛亂而改組禁衛軍時，東羅馬趁機派遣大使前往布爾薩與哈利勒會面，提出了一個專斷的要求：
|  | 羅馬人的皇帝不接受三十萬阿克切的年金。因為，與閣下的主公同為鄂圖曼後裔的奧爾汗現已成年。每天都有很多人來到他身邊，奉他為主公和領袖。他本人沒有財力慷慨賞賜這些追隨者，因此他請求皇帝的幫助。但皇帝也缺乏資金，無法滿足這些要求。故我們有兩個請求供您選擇：將年金翻倍；否則我們就將釋放奧爾汗。 |

拜占庭人的意图是再清楚不过的——如果年輕的蘇丹不肯掏腰包，就將有一個皇位競爭者可以自由行動，在鄂圖曼帝國煽動內戰。君士坦丁十一世之所以這樣決斷，或许是因為帝國的財政已經走到山窮水盡，而非他真的指望能夠借此煽動鄂圖曼帝國內部的爭鬥。無論如何，這使得鄂圖曼宮廷內的主戰派更加堅定了必須占領君士坦丁堡的信念。拜占庭人的這個提議，幾乎像是要刻意破壞哈利勒維持和平的努力，而且還危及到哈利勒自己的地位。對此，穆罕默德二世在聽到拜占庭人的提議時面無表情。他「和藹可親」地讓使臣離去，並許諾在返回埃迪爾內之後會斟酌此事，君士坦丁十一世給了蘇丹一個非常珍貴的撕毀和約的藉口，待時機成熟時就可以利用。
- 大約1400年的東羅馬帝國
- 展示君士坦丁堡及其城牆的地图

### 東羅馬帝国战前的求援与准备
包括君士坦丁十一世在内的前几代皇帝都曾向西歐求援，大多数时候都不能所期望的回應（自從1054年東西教會大分裂後，西方的天主教會曾嘗試跟東方再次復合，1274年的第二次里昂會議便試圖達成這目標。拜占庭的巴列奧略王朝有一些皇帝在此後也得到拉丁教會的接待。約翰八世曾與教宗尤金四世商討復合。1439年召開的巴塞爾會議促成了《合一詔書》在佛羅倫斯發表。此後反對復合的勢力在君士坦丁堡展開了龐大的宣傳攻勢，令當地人民意見分歧。意大利人對拜占庭經濟的壓制及1204年第四次十字軍之役也令拜占庭人對意大利人沒有好感，增加了復合的困難。最終復合失敗，教宗尼閣五世及天主教會極為不快）。
即使教宗尼閣五世願意幫助東羅馬，但他對歐洲各國王公的影響力並沒有君士坦丁所想的大，而且當時各國也未必有能力伸出援手（英國與法國因百年戰爭而元氣大傷，西班牙正在與南方的穆斯林作戰，日耳曼各邦也在激烈混戰中，而波蘭與匈牙利則在1444年瓦尔纳战役中敗陣。雖然意大利北方城邦的一些部隊到達君士坦丁堡，但這些支援根本無法抗衡鄂圖曼大軍）。
君士坦丁堡守軍僅7000人，當中有2000人是外國僱傭兵。君士坦丁堡的城牆長14哩，是當時世上最堅固的城牆（在1453年之前城墙从未被摧毁，即使是1204十字军攻破君士坦丁堡）。

### 奥斯曼帝国的战前准备
鄂圖曼的兵力超過10萬人，包括土耳其新軍2萬人，穆罕默德亦建造艦隊以便從海上圍城。
同时，鄂圖曼人僱用了製造大炮的匈牙利專才俄本（又譯作烏爾班）。其建造了一種巨型大炮，長逾8米，直徑約75厘米，可將544公斤的炮彈射到1英哩遠的地方（拜占庭人也有大炮，但它們細小得多，而且開炮時產生的後座力更會損壞自己的城牆）。俄本的大炮也有缺點，一是命中率極差，即使目標大如君士坦丁堡也未必命中，二是每次上彈需要3小時，三是炮彈極缺乏；而大炮在6星期後便因本身的後座力而倒塌。

### 战前和谈
在君士坦丁堡被圍城前，穆罕默德二世曾向君士坦丁十一世提議：如果他放棄君士坦丁堡，便可獲准統治米斯特拉斯。但君士坦丁拒绝了——寧可戰死也要堅守該城。

## 對君士坦丁堡的圍城及最後一擊

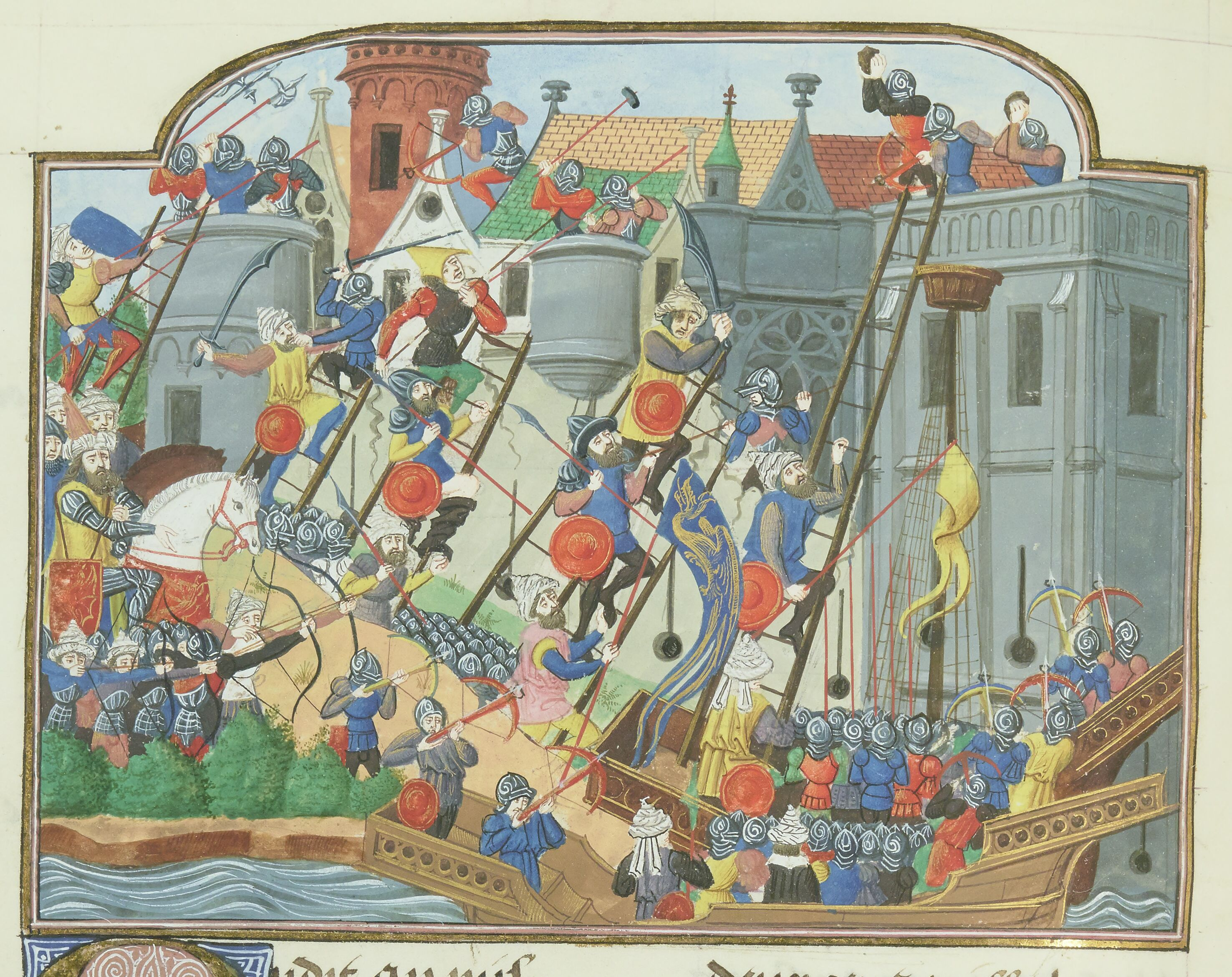
君士坦丁堡之圍

穆罕默德計劃進攻狄奧多西城牆，那是一連串錯綜複雜的城牆及壕溝，保護君士坦丁堡唯一沒有被水面包圍的西面部份。他的軍隊在1453年4月2日復活節的星期一在城外紮營。多個星期以來，穆罕默德以巨型大炮攻擊城牆，但仍未能轟出缺口。由於巨型大炮裝填彈藥極需時，守軍能夠在每次炮轟後修補大部份的破壞。
穆罕默德三次要求君士坦丁十一世投降，願意以此換取其居民的安全與保全他們的財產，并允许君士坦丁十一世和其他居民带着他们的财产离开，承认君士坦丁十一世是伯罗奔尼撒半岛的总督，但君士坦丁拒絕投降。君士坦丁十一世只同意向奥斯曼苏丹進貢更昂貴的贡品，以及承认所有被征服的城堡和土地为奥斯曼所有。
一個月的圍城戰無果之後，鄂圖曼一方有些喪氣，但穆罕默德力排眾議決定繼續進攻。

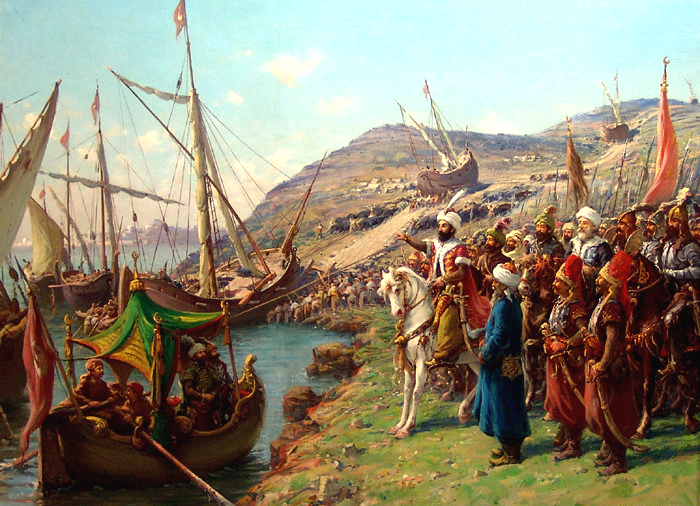
鄂圖曼的艦隊從陸路進入金角灣

與此同時，穆罕默德的艦隊被羅馬人放置的橫江鐵索阻攔，無法進入金角灣。為了繞過鐵索，穆罕默德在金角灣北岸的加拉塔建造了一條陸上船槽，以塗上油脂的圓木建成，超過70艘船隻被成功拖入船槽，進入金角灣，這是軍事史上的驚人創舉。東羅馬海軍試圖火攻鄂圖曼船隻，但沒能成功。這阻止了熱那亞的船隻運送補給品，並使東羅馬守軍被迫分散極為有限的防守力量。金角灣的失守使東羅馬得到海上增援的希望破滅，守軍的士氣也受到嚴重打擊，但是城牆仍有待攻破。
鄂圖曼軍曾向城牆發動多次正面攻擊，但都被擊退兼損失慘重。鄂圖曼軍其後挖掘隧道，試圖穿過城牆，很多挖掘者是塞爾維亞人，由扎加諾斯帕夏指揮。東羅馬的工程師約翰尼斯·格蘭特（日耳曼人，一說為蘇格蘭人）挖了一些隧道對付鄂圖曼軍，讓守軍進入隧道把敵人消滅。鄂圖曼軍隧道被灌水或是被使用希臘火摧毀。最終東羅馬守軍活捉了一位鄂圖曼重要工程師，他在酷刑之下供出所有隧道的位置，那些隧道隨即被破壞。
君士坦丁又拒絕了穆罕默德開出的撤圍條件，那是要東羅馬繳付一筆天文數字的賠款，即使穆罕默德本人也知道對方根本不可能做到。穆罕默德隨即計劃強攻城牆以消耗守軍實力。
5月22日晚上出現月蝕，對守軍來說是不祥之兆。5月27日，一支12艘船组成的小型威尼斯舰队抵達君士坦丁堡馳援拜占庭帝國:377。5月28日，君士坦丁堡举行了大规模的宗教游行。晚上，一个庄严的晚祷仪式在圣索非亚大教堂举行，君士坦丁十一世与拉丁和希腊教会的代表和贵族参加了仪式:651–652。5月29日早上鄂圖曼軍再次進攻，第一波攻勢由訓練及裝備皆不足的輔助部隊執行，失敗是意料中事，只不過是用他們去削弱守軍力量。第二波攻勢主要由安那托利亞人執行，集中攻擊西北部的布雷契耐城牆其中一段，先前的炮火已經對它造成部份破壞。該段城牆在11世紀時建造，較其它城牆脆弱得多，1204年十字軍就是從該段城牆攻入城內。鄂圖曼軍雖然曾經取得突破，但很快便被守軍擊退。第三波攻勢由穆罕默德的精銳新軍執行，守軍最初還能堅持一陣子，但後來負責防守其中一段城牆的熱那亞將領喬瓦尼·朱斯蒂尼亞尼在作戰中受了重傷，離開了城牆，令守軍開始出現恐慌。在連續3波猛攻後，鄂圖曼軍趁該段城牆守備出現漏洞之際，登上城牆並打開城門，鄂圖曼軍主力隨即如潮水般湧入城內。
有些歷史學家認為鄂圖曼軍發現貝拉克奈城牆的科克波塔門並沒有鎖上（鄂圖曼軍沒有使用賄賂或其它詭計，只是守軍大意，尤其是炮轟遺下的瓦礫把那城門閉塞了），便從那兒衝入城內。许多拜占庭士兵跑回家保护他们的家人，威尼斯人撤回到他们的船上，一些热那亚人逃到了加拉塔。其余的人投降或跳下城墙自杀。
君士坦丁十一世帶領守軍進行最後的保衛戰，脫下紫色皇袍、提起佩劍，一馬當先衝入鄂圖曼軍陣中，與其部下在巷戰中戰死。

## 城破之後
不同历史学家对城破之后发生的事件有一定的分歧：
- 美國歷史學家莫提默爾·錢伯斯（德语：Mortimer Chambers）等认为“穆罕默德曾答應他的軍隊可以按照古代軍事習俗，在破城後搶掠三日。他又恐嚇君士坦丁十一世，如果抵抗，城中平民將不能倖免。土耳其人在初次炸開城牆及攻佔陸地城牆的塔樓時，確實屠殺了很多平民，不過很快便恢復秩序。在初步攻勢後，鄂圖曼軍沿城中主要街道以扇形散開，經過一些大廣場，到達聖使徒教堂。穆罕默德特意保存此地，讓他的新任大主教可以在那裡管理基督徒。穆罕默德派了一支先遣部隊保護當地的重要建築物，例如聖使徒教堂，因為他不想接收一個完全被毀的城市。鄂圖曼軍在奧古斯頓廣場會合，前面就是圣索非亚大教堂，當時教堂內聚集大批平民，他們把青銅大門閂上，希望在這最後時刻能有神的保護。破門後，士兵按照在奴隸市場可以賣得的價格把人群分隔，少數老人及一些嬰孩被當場殺害。士兵們為了爭奪富有的元老院議員、美貌少年或少女而打鬥起來。傳說當時有兩位神父在彌撒中向人群講話，土耳其人進入時，神父便走進教堂的牆中消失。按照傳說，那兩位神父會在基督徒奪回君士坦丁堡之日再次出現。”[5]

- 英國城市史學家菲利普·曼梭（英语：Philip Mansel）认为“有数千平民被杀，30,000左右的平民被掠为奴隶或被驱逐”，但并无“强奸”等记载[6]。

- 然而英國歷史學家大衛·尼科爾則认为“土耳其人对待君士坦丁堡的平民的态度，比1204年十字军东侵时拉丁十字军对待其祖先的方式好得多，只有约4,000平民在围城中死亡。”[7]雖然穆罕默德二世跟隨當時各方軍隊的習慣，准許部下在城中強姦和搶掠，但他看到城中重要建築遭到破壞後改變主意，在24小時後便制止那些作為。不幸地，城中已有大批居民遭受強姦、洗劫或淪為奴隸。城破之時估計約有5萬人在城內居住，當穆罕默德下令停止搶掠時，大約有一半居民仍然自由。能有那麼多的居民避過奴役厄運，有賴於當時君士坦丁堡的地形。與很久以前的全盛時期相比，君士坦丁堡在經歷腺鼠疫，特別是兩個世紀前的第四次十字軍之役所致的災難後，多年來人口已經大減。1453年的君士坦丁堡是由四世紀時建成的狄奧多西城牆包圍著的一系列建有圍牆的村莊，村莊之間被大片田野所分隔。當鄂圖曼軍攻破城防後，這些小鎮有很多顯要居民向穆罕默德的將領表示歸順。按照伊斯蘭傳統，這屬於自願歸順，所以這些村莊，特別是靠著陸地城牆的那些，其居民及教堂獲准免受鄂圖曼軍侵擾，更有穆罕默德的精銳「耶尼切里」保護他們。在穆罕默德停止掠城後，這些居民曾經出錢贖回一些淪為奴隸的居民，他們也在多種族的鄂圖曼伊斯坦堡組成一個被鄂圖曼人稱為「米利特」的自治社區。

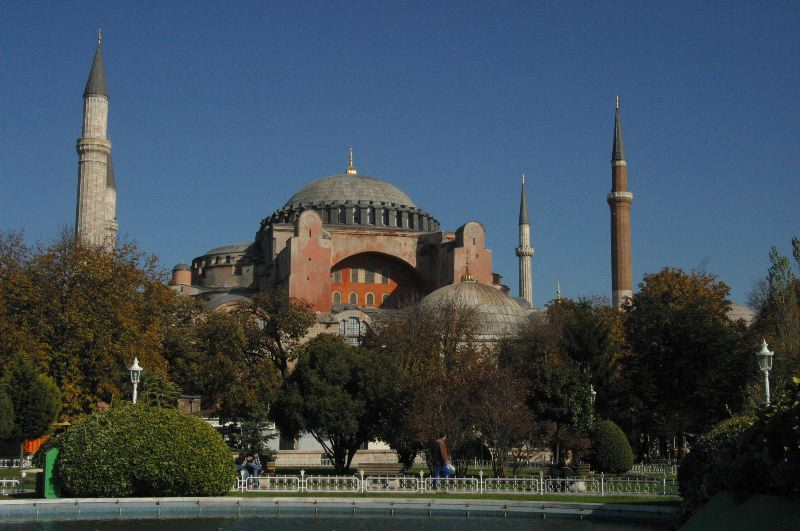
君士坦丁堡的圣索非亚大教堂，君士坦丁堡陷落後被改作為一間清真寺。

在局勢平靜後，穆罕默德以列隊儀式進城，期間當地居民向他獻花以示恭賀。君士坦丁堡在第四次十字軍之役被攻陷後便開始殘破失修，穆罕默德對該城的最初印象亦是如此。
在穆罕默德眼中，他是羅馬皇帝的繼承者，自封「Kayzer-i Rum」，意思是羅馬凱撒，不過他也被暱稱「征服者」。君士坦丁堡成為鄂圖曼帝國的新首都，聖索非亞大教堂被改為清真寺。在穆罕默德的恩准下，希臘東正教會仍然保存完好，真納迪烏斯二世獲任命為君士坦丁堡大主教。
普遍意見認為君士坦丁堡的陷落令很多希臘人從該城逃到西歐，並把希臘—羅馬傳統的知識及文書帶到當地，從而推動了「文藝復興」。這種說法在某程度上是對的，不過很早以前希臘學者已開始流入西方，尤其是意大利北部城邦早在十一及十二世紀時已歡迎學者。佛羅倫斯執政官薩盧塔蒂在1396年開始這種文化交流，邀請一位拜占庭學者到佛羅倫斯大學講學。意大利人對拉丁文古典及熟諳希臘語的嚮往，為文藝復興增添動力。那些留在君士坦丁堡的希臘人大多數居於法納爾及加拉達區，他們被稱為「法那爾人」，當中出了很多能幹的顧問為鄂圖曼蘇丹效力，不過很多希臘人視他們為叛徒。
君士坦丁的兄弟湯馬斯及德米特里在摩里亞（伯罗奔尼撒）的米斯特拉斯要塞管治當地，但他們之間卻常有衝突，亦知道穆罕默德終有一日會入侵他們的土地，米斯特拉斯終於在1460年失守。在君士坦丁堡陷落的很久以前，德米特里曾與湯馬斯、君士坦丁及其他兄弟约翰和狄奧多爾爭奪帝位。在鄂圖曼人入侵摩里亞時，湯馬斯逃到羅馬，德米特里則認為自己還可以當一位傀儡君主，可是他估錯了，被囚禁在當地直至去世。在羅馬，湯馬斯獲教宗及其他西歐統治者視為流亡的拜占庭皇帝，並得到他們提供一些金錢資助，到1503年才終止。1461年穆罕默德征服了從拜占庭帝國分裂出的特拉比松帝國。
學者認為君士坦丁堡的陷落代表了延續千年的羅馬帝國正式終結，也是標誌著中世紀結束及文藝復興時代開始的重要事件，因為它代表了歐洲舊有宗教秩序的結束，及大炮和火藥的廣泛使用。此事件亦導致連接歐亞兩洲的主要陸上貿易路線中斷，令很多歐洲人開始認真考慮經海路到達亞洲的可行性，最終促成歐洲人發現新大陸。
君士坦丁堡在星期二失陷，直到今天，很多希臘人仍然認為星期二是一週中最不祥的日子。
2020年5月29日，土耳其政府在圣索非亚大教堂前舉行隆重儀式，慶祝奧斯曼帝國攻陷君士坦丁堡567週年，會場上公開在圣索非亚大教堂前朗誦古蘭經之舉引發希臘政府強烈抗議。

## 相关影视作品
- 2012年土耳其电影《征服 1453》
- 2020年Netflix電視劇《帝國崛起：鄂圖曼》

## 参見
- 罗马帝国的衰亡
- 希腊火
- 拜占庭帝国
- 君士坦丁堡城墙
- 伊斯坦堡

### 引用
1. ↑  Norwich, John Julius. . New York: Vintage Books. 1997.
2. ↑  Vasiliev, Alexander.  II. 由Ragozin, S.翻译. Madison: University of Wisconsin Press. 1928.
3. ↑  When the City Fell.
4. ↑  Nicol, Donald M.  2nd. Cambridge: Cambridge University Press. 1993.
5. ↑  Mortimer Chambers, Barbara Hanawalt, Theodore Rab, Isser Woloch, Raymon Grew: "The Western Experience" 2003 McGraw-Hill
6. ↑  Mansel, Philip (1995). Constantinople: City of the World's Desire. Hachette UK. p. 79. ISBN 978-0-7195-5076-8.
7. ↑  Nicolle, David (2007). The Fall of Constantinople: The Ottoman Conquest of Byzantium. New York: Osprey Publishing. pp. 237, 238.
8. ↑  . BRILL. 2016-10-27  [2020-09-16]. ISBN 978-90-04-32580-7. （原始内容存档于2020-11-24） （英语）.
9. ↑  .   [2020-09-16]. （原始内容存档于2020-11-24）.
10. ↑  .   [2020-09-16]. （原始内容存档于2020-10-21）.
11. ↑  .   [2020-09-16]. （原始内容存档于2020-11-24）.
12. ↑  .   [2020-09-16]. （原始内容存档于2020-11-24）.
13. ↑  .   [2020-09-16]. （原始内容存档于2020-11-24）.